# Антоново (Вытегорский район)
Антоново — деревня в Вытегорском районе Вологодской области.
Входит в состав Андомского сельского поселения (ранее Андомского сельского совета, Андомского района Вологодской области).
Расстояние по автодороге до районного центра Вытегры — 32,5 км, до центра муниципального образования села Андомский Погост — 0,5 км (располагается рядом с деревней Маковская, от села Андомский Погост отделена рекой Андома). По состоянию на 2023 год  проживает всего несколько человек.
По переписи 2002 года население — 20 человек (7 мужчин, 13 женщин). Всё население — русские.